# مارکت هایتس (ایلینوی)
مارکت هایتس، ایلینوی (به انگلیسی: Marquette Heights, Illinois) یک شهر در ایالات متحده آمریکا است که در ایلی‌نوی واقع شده‌است.